# Sasa miakeana
Sasa miakeana är en gräsart som beskrevs av Sadao Suzuki. Sasa miakeana ingår i släktet sasabambu, och familjen gräs. Inga underarter finns listade i Catalogue of Life.